# Iontophorèse

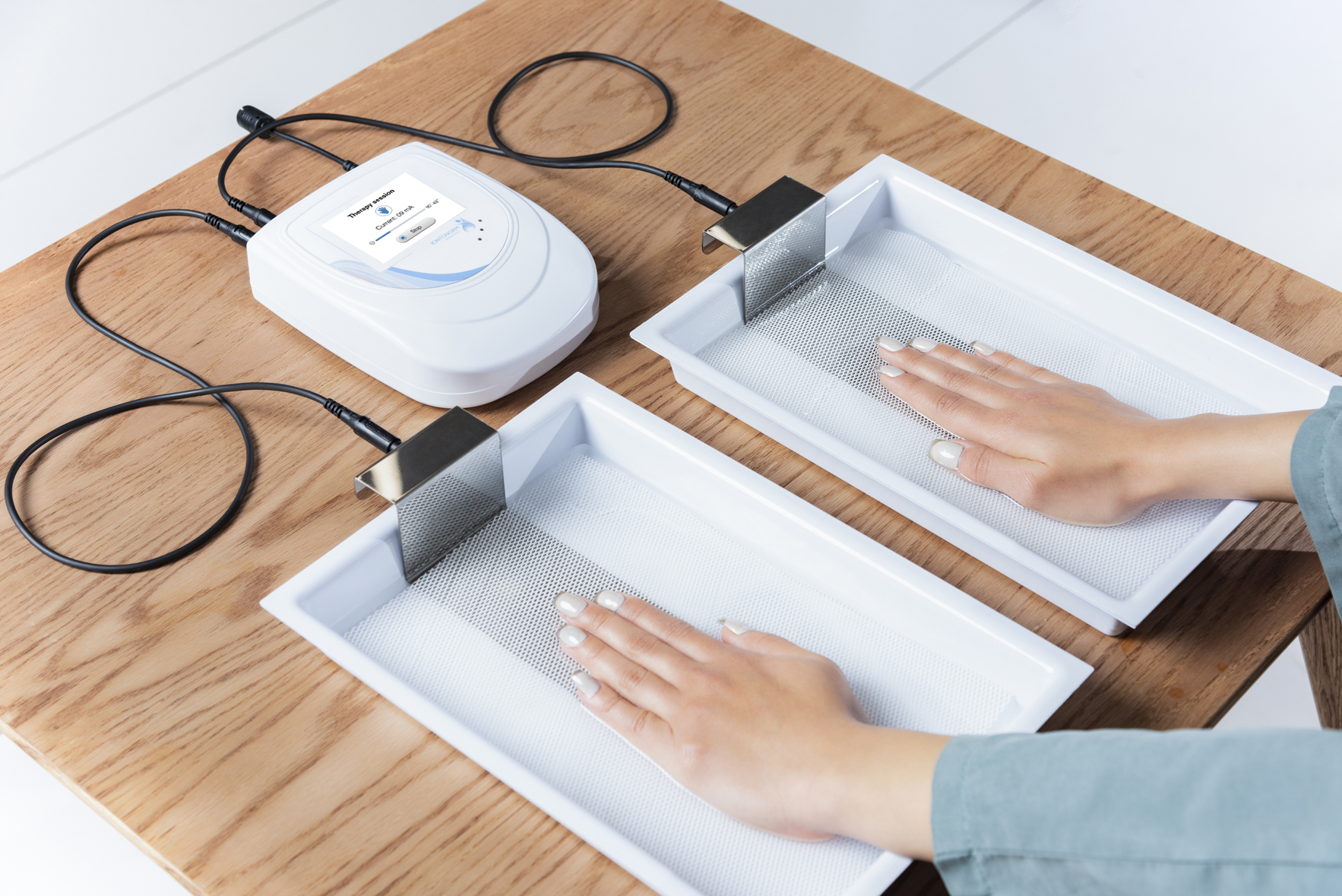
Application de la technique de l'iontophorèse pour le traitement de l'hyperhidrose. En général, on utilise de l'eau du robinet pour faire passer un courant léger à travers les zones affectées.

L'iontophorèse (ou ionophorèse) est un dispositif médical utilisant un faible courant électrique afin de faire passer certaines molécules à visée thérapeutique à travers la peau ou afin d’en extraire certaines dans un but diagnostique - on parle alors d'iontophorèse inverse.

## Utilisation

### Utilisation thérapeutique
L'ionophorèse est le traitement de seconde intention de l'hyperhidrose (transpiration excessive) des mains et des pieds. Elle peut être utilisée également pour les aisselles et de manière plus anecdotique pour le visage. C'est généralement de l'eau courante qui est utilisée pour diminuer la transpiration des mains et des pieds positionnés dans des bacs remplis d'eau. Elle permet de diminuer la sueur chez environ 90 % des personnes l'utilisant.
En France, les séances d'ionophorèse sont remboursées par la sécurité sociale et sont pratiquées par des kinésithérapeutes ou dermatologues. Des appareils en vente libre permettent de pratiquer son traitement en autonomie, ils ne sont, quant à eux, pas pris en charge pas la sécurité sociale.
Les principales indications thérapeutiques de la ionophorèse sont :
- l'hyperhidrose[3] ;
- les douleurs d'origine musculo-squelettique[réf. nécessaire].

### Utilisation diagnostique
L'iontophorèse inverse est une technique par laquelle des molécules sont retirées de l'intérieur du corps pour être détectées. La charge négative de la peau à pH tamponné la rend perméable aux ions sodium et potassium, permettant l'écoulement du solvant vers l'anode. L'électro-osmose provoque alors une électrophorèse, par laquelle des molécules neutres, dont le glucose, sont transportées à travers la peau. L'iontophorèse inverse est actuellement utilisée dans des appareils qui permettent la détection de la glycémie à travers les couches de la peau.

### Utilisation expérimentale
L'ionophorèse est utilisée dans les expériences réalisées en laboratoire, notamment en neuropharmacologie. Par des techniques de micro électrophorèse, y compris la micro-iontophorèse, des neurotransmetteurs et d'autres agents chimiques peuvent être administrés artificiellement très près de neurones vivants, dont l'activité peut être enregistrée simultanément. Ce procédé est utilisé pour élucider les propriétés pharmacologiques des neurotransmetteurs et agents chimiques.